# Pachi (Megara)
Pachi (griechisch Πάχη) ist ein Küstenort in der Gemeinde Megara im Regionalbezirk Westattika. Der Ort liegt etwa 2 km südlich von Megara am Saronischen Golf.

## Beschreibung
Pachi liegt am südlichen Fuß des Agios Georgios-Hügels, auf dessen Spitze die gleichnamige Kirche aus dem 17. Jahrhundert steht. Die Häuser Pachis stehen entlang der Küste und auf der kleinen Halbinsel, die den westlichen Abschluss des Hafens bildet. Auf der Halbinsel steht die Kirche Genesio tis Theotokou, die der Geburt der Gottesmutter Maria geweiht ist. Etwa 140 m südlich der Halbinsel liegt die 2,9 ha große, unbewohnte Insel Pachaki (Höchste Erhebung 14 m) und 1,4 km südlich die 9,0 ha große und ebenfalls unbewohnte Insel Pachi (Höchste Erhebung 47 m). Etwa 600 m nordwestlich des Ortes steht nahe der Küste die Kirche Agios Nikolaos. Nördlich des Agios Georgios-Hügels befindet sich der Flugplatz Megara und etwa 1,4 km nordwestlich der Palaiokastro-Hügel.

## Geschichte
Bei Pachi lag in der Antike die megarische Hafenstadt Nisaia. Im 18. und 19. Jahrhundert besuchten viele Historiker Pachi auf der Suche nach der antiken Stadt. Am 16. Oktober 1940 wurde der Ort von Ormos Pachi (griechisch Όρμος Πάχη) in Pachi umbenannt. Am 20. April 1941 wurde im Hafen von Pachi der Zerstörer Psara durch deutschen Luftangriff versenkt. Eine Gedenktafel im Hafen von Pachi erinnert an die 37 gefallenen Seeleute. Nachdem der Ort durch die Wehrmacht erobert wurde, vergrößerte man den Flugplatz Megara.